# Рей Такахасі
Реймонд Г'ю «Рей» Такахасі (англ. Raymond Hugh «Ray» Takahashi; нар. 7 серпня 1958, Торонто, Онтаріо) — канадський борець вільного стилю, чемпіон Панамериканських ігор, чемпіон та срібний призер Ігор Співдружності, срібний та дворазовий бронзовий призер Кубків світу, учасник двох Олімпійських ігор.

## Життєпис
У дитинстві разом зі своїми старшими братами займався дзюдо. Боротьбою почав займатися з 1972 року.
Виступав за борцівський клуб Західного Університету, Лондон, Онтаріо. Тренери — Глін Лейшон, Йосіп Мркосі, Джим Гамфрі.
У 1985 році Рей став головним тренером Університету Західного Онтаріо і з тих пір очолював клуб. Він тренував свого сина Стівена — бронзового призера чемпіонатів світу серед студентів, дворазового бронзового призера Панамериканських чемпіонатів, бронзового призера Панамериканських ігор, срібного призера Ігор Співдружності.

### Родина
Рей є братом дзюдоїста, учасника двох Олімпійських ігор Філа Такахасі та дзюдоїстки і тренера Тіни Такахасі, а також сином дзюдоїста Масао Такахасі — володаря чорного поясу восьмого ступеня, що у 1969 році заснував школу бойових мистецтв Такахасі в Оттаві. Усі троє племінників Рея також займаються дзюдо, боротьбою та самбо.

## Спортивні результати на міжнародних змаганнях

### Виступи на Олімпіадах
| Змагання                    | Збірна | Вагова категорія          | Місце              |
| --------------------------- | ------ | ------------------------- | ------------------ |
| Літні Олімпійські ігри 1976 | Канада | вільна боротьба, до 48 кг | не вийшов із групи |
| Літні Олімпійські ігри 1984 | Канада | вільна боротьба, до 52 кг | 4                  |

### Виступи на Чемпіонатах світу
| Змагання                        | Збірна | Вагова категорія          | Місце |
| ------------------------------- | ------ | ------------------------- | ----- |
| Чемпіонат світу з боротьби 1982 | Канада | вільна боротьба, до 52 кг | 9     |
| Чемпіонат світу з боротьби 1983 | Канада | вільна боротьба, до 52 кг | 8     |

### Виступи на Панамериканських іграх
| Змагання                  | Збірна | Вагова категорія          | Місце  |
| ------------------------- | ------ | ------------------------- | ------ |
| Панамериканські ігри 1983 | Канада | вільна боротьба, до 52 кг | Золото |

### Виступи на Кубках світу
| Змагання                    | Збірна | Вагова категорія          | Місце  |
| --------------------------- | ------ | ------------------------- | ------ |
| Кубок світу з боротьби 1980 | Канада | вільна боротьба, до 52 кг | Бронза |
| Кубок світу з боротьби 1982 | Канада | вільна боротьба, до 52 кг | Бронза |
| Кубок світу з боротьби 1984 | Канада | вільна боротьба, до 52 кг | Срібло |

### Виступи на Іграх Співдружності
| Змагання                | Збірна | Вагова категорія          | Місце  |
| ----------------------- | ------ | ------------------------- | ------ |
| Ігри Співдружності 1978 | Канада | вільна боротьба, до 52 кг | Золото |
| Ігри Співдружності 1982 | Канада | вільна боротьба, до 52 кг | Срібло |

### Виступи на інших змаганнях
| Змагання                           | Збірна | Вагова категорія          | Місце |
| ---------------------------------- | ------ | ------------------------- | ----- |
| Гран-прі Німеччини з боротьби 1980 | Канада | вільна боротьба, до 52 кг | 4     |
| Гран-прі Німеччини з боротьби 1981 | Канада | вільна боротьба, до 52 кг | 4     |
| Літня Універсіада 1981             | Канада | вільна боротьба, до 52 кг | 4     |
| Гран-прі Німеччини з боротьби 1984 | Канада | вільна боротьба, до 52 кг | 5     |